# Elias Stenius
Oskar Elias Stenius, född 5 oktober 1879 i Boo socken, Stockholms län, död 14 december 1961 i Uppsala, var en svensk ämbetsman, målare och tecknare.
Stenius avlade filosofie kandidatexamen 1902 och juris kandidatexamen 1906 vid Uppsala universitet och blev efter tingstjänstgöring länsassessor i Värmlands län 1917 samt landssekreterare i Uppsala län 1930–1944. Vid sidan av sitt arbete var han verksam som amatörkonstnär och medverkade i utställningar på Akademiska sjukhuset och Södermanlands-Nerikes nation i Uppsala. Stenius var historiskt och kulturellt intresserad och bidrog verksamt för bildandet av Värmlands museum i Karlstad 1929. Han var under flera år ordförande i Uplands konstförening. Hans konst består av landskapsmotiv från Värmland och Uppsalatrakten utförda i olja eller akvarell. Stenius är representerad i Jernkontorets samling med oljemålningen Borgviks bruk, Värmland som han målade 1919 samt med flera verk i Värmlands museums samlingar. Han blev riddare av Vasaorden 1922 och av Nordstjärneorden 1929 samt kommendör av andra klassen av sistnämnda orden 1944.
Elias Stenius var son till kyrkoherde Lars Oskar Ludvig Stenius och Eva Elisabet Östrand samt morbror till Inga Lydia Tegner-Sternberg. Han var från 1912 gift med Marianne Emelie Vilhelmina Westerlund. Makarna var föräldrar till Jan-Erik Stenius. De är begravna i en familjegrav på Uppsala gamla kyrkogård.